# Kastell Bendorf
Das Kastell Bendorf war ein römisches Grenzkastell des Obergermanischen Limes, der seit 2005 den Status eines UNESCO-Weltkulturerbes besitzt. Das frühere Auxiliarkastell liegt heute als größtenteils zerstörtes Bodendenkmal teils unter einem Wohn-, teils unter einem Gewerbegebiet von Bendorf, einer Stadt im Landkreis Mayen-Koblenz in Rheinland-Pfalz.

## Lage
Das römische Kastellareal befindet sich rund drei Kilometer vom Limes entfernt auf einer schwachen Geländeerhebung unmittelbar am rechten Ufer des Rheins. Etwa 500 Meter stromabwärts mündet die Sayn in den Strom. Der Platz war strategisch günstig gelegen zur Überwachung des Rheinverkehrs und gleichzeitig als südlicher Flankenschutz der fruchtbaren Siedlungskammer des Neuwieder Beckens. Des Weiteren nehmen ein halbes Dutzend alter Verkehrswege im Bereich von Bendorf ihren Ausgang, um sich von hier in westliche bis nordöstliche Richtung aufzufächern. Auch Caesars Rheinbrücken (55 und 53 v. Chr.) sind schon im Bendorfer Raum vermutet worden. In späterer Zeit dürfte der Platz in den Chattenkriegen (83–85 n. Chr.) des Domitian (81–96 n. Chr.) eine nicht unbedeutende Rolle gespielt haben, und noch später hat im Nachbarort Engers, einem Stadtteil von Neuwied, ein spätrömischer Burgus gestanden (vgl. Burgus Neuwied-Engers).

Auf der gegenüberliegenden, linken Rheinseite sind zwischen Urmitz und Weißenthurm neolithische, eisenzeitliche, römische und fränkische Siedlungen nachgewiesen worden.
Im heutigen Ortsbild wird die Lage des Kastells ungefähr durch das Geviert beschrieben, das die nach ihm benannte „Kastellsiedlung“ bildet. Obertägig ist jedoch nichts zu sehen.

## Forschungsgeschichte
Zu Beginn der Aktivitäten der Reichs-Limeskommission gegen Ende des 19. Jahrhunderts war das Gebiet von Bendorf schon des Längeren als Fundbereich römischer Hinterlassenschaften bekannt. Gleichwohl gab es kaum schriftliche Aufzeichnungen, geschweige denn eine wissenschaftliche Dokumentation. In den 1880er Jahren wurden zwischen Bendorf und Engers römische Gräber gefunden, deren Fundmaterial bis in claudische oder gar tiberische Zeit zurückweist. Noch im selben Jahrzehnt wurden bei der Trassierung der rechtsrheinischen Eisenbahnstrecke weitere Funde gemacht, und 1890 folgte die Entdeckung der Kastelltherme. Auch diese Entdeckungen blieben weitestgehend unbeachtet.
Erst die Reichs-Limeskommission sorgte ab 1896 unter der örtlichen Leitung von Emil Ritterling für systematische archäologische Ausgrabungen und eine wenigstens notdürftige Dokumentation. Die drohende Zerstörung der römischen Befunde durch den Abbau von Kiesen und Bimssanden sorgte zwischen 1910 und 1937 für sporadische Nachfolgeuntersuchungen durch das Rheinische Provinzialmuseum, das spätere Rheinischen Landesmuseum Bonn.
Ebenfalls primär als Not- und Rettungsgrabungen fanden diejenigen archäologischen Untersuchungen statt, die in den 1960er Jahren von Hans Eiden für das damalige Staatliche Amt für Vor- und Frühgeschichte in den Regierungsbezirken Koblenz und Montabaur vorgenommen wurden. Die fortschreitende Ausbimsung des Gebietes und die rege Bautätigkeit jener Zeit machten die Grabungen als letztes Mittel vor der endgültigen Zerstörung erforderlich.

## Befunde
Bei dem in der Literatur als Kastell Bendorf bezeichneten Befund handelt es sich um mindestens drei sich überschneidende, einfache Holz-Erde-Kastelle aus der zweiten Hälfte des ersten nachchristlichen Jahrhunderts. Hinzu kommen ein steinernes Balineum (Kastellbad) und ein weitläufiger Vicus. Der Umstand, dass die Kastelle nur kurze Zeit in Benutzung waren, sowie die von Beginn der Entdeckung an fortlaufende Zerstörung der Befunde erschwerten die eindeutige Identifizierung und Interpretation. In seinem vollständigen Umriss konnte nur ein einziges Kastell erfasst werden, die Lage zweier weiterer Lager gilt als gesichert. Bei allen anderen angeschnittenen Gräben bewegt sich die Interpretation auf unsicherem Terrain, eine absolute Datierung der Befunde und Befundzusammenhänge fällt naturgemäß schwer.
Die gesicherten Erdkastelle wurden mit den Buchstaben a bis c gekennzeichnet, wobei Kastell c das besterfasste und gleichzeitig auch das jüngste der drei Lager ist. Es nahm eine Fläche von rund 2,8 Hektar ein und entspricht damit den ebenfalls in unmittelbarer Nähe des Rheins gelegenen Kastellen in Heddesdorf und Niederberg, mit denen es möglicherweise in einem strategischen Zusammenhang steht. Nachweislich belegt war es mit der Cohors I Thracum („1. Thrakische Kohorte“), einem Infanterieverband von etwa 500 Mann Stärke, der nach Ausweis von Militärdiplomen, die in Mogontiacum/Mainz und auf dem Balkan gefunden worden sind, zumindest in den Jahren 74, 82 und 90 n. Chr. Bestandteil des obergermanischen Heeres gewesen ist. Über die innere Struktur des Lagers ist nur wenig bekannt. Umgeben war es von einem Spitzgraben, dessen erhaltene Breite mit bis zu 6,20 Metern bei einer Tiefe von 3,20 bis 3,60 Meter ermittelt werden konnte und der auf der Südostseite einen Zugang offen ließ.

Die Gräben der Kastelle a und b wurden von dem Graben des Lagers c überlagert. Die anderen Gräben (d fortfolgende) wurden bei den Notbergungen zum größten Teil nur so minimal angeschnitten, dass sich auch nur halbwegs gesicherte Aussagen über die Zusammenhänge kaum treffen lassen.
Das Balineum von Bendorf, die bei jeder römischen Garnison anzutreffende Therme, war 1890 im Garten einer Villa nördlich des Kastells c zu Tage getreten. Im Gegensatz zu den restlichen Bendorfer Befunden konnte das massive Steingebäude noch halbwegs leidlich dokumentiert werden. Es handelt sich um ein Bad vom Reihentyp in der für eine Kohorte typischen Größe.
Der Vicus, die Zivilsiedlung der Garnison, in der sich Angehörige von Militärs, entlassene Soldaten, Händler, Handwerker und Dienstleister niederließen, erstreckte sich nordwärts der Kastellplätze a bis c. Er war offenbar auf das Lager c hin ausgerichtet und mit den vicustypischen Streifenhäusern bebaut. Die Bauten waren ausschließlich in Holzbauweise errichtet worden und nur zum Teil unterkellert.
Der militärische Siedlungsbereich von Bendorf wurde vermutlich von der spätflavischen bis zur spättrajanischen oder frühhadrianischen Zeit belegt. Der Vicus dürfte zeitgleich gegründet worden sein und bis zur Mitte des 2. nachchristlichen Jahrhunderts bestanden haben, ebenso wie die Badeanlage.

## Denkmalschutz
Das Kastell Bendorf ist ein Bodendenkmal und geschützt als eingetragenes Kulturdenkmal im Sinne des Denkmalschutz- und -pflegegesetzes (DSchG) des Landes Rheinland-Pfalz. Nachforschungen und gezieltes Sammeln von Funden sind genehmigungspflichtig, Zufallsfunde an die Denkmalbehörden zu melden.